# Јелена Ангеловски
Јелена Ангеловски (Панчево, 1980) је професор, доктор наука, наставник Српске допунске школе у кантону Цирих, блогерка која објављује краће прозне белешке о својим имигрантским искуствима и покретач серијала „Читам, слушам и разумем”.

## Биографија
Рођена је 1980. у Панчеву. У Београду је завршила Филолошки факултет Универзитета у Београду, на Катедри за српску књижевност. Године 2009. је магистрирала са тезом „Модели приповедања у тетралогији Утопија Павла Угринова” и докторирала дисертацијом „Прозни опус Александра Тишме” коју је одбранила 2014. Радила је као библиотекар у Градској библиотеци Панчево, а од 2006. до 2018. као наставник српског језика у Основној школи „Јован Јовановић Змај”. Била је ментор и наставник у групи за креативно писање и српски језик Регионалног центра за таленте „Михајло Пупин” од 2008. до 2018. године.
Објавила је две заједничке књиге у оквиру групе за Креативно писање Центра за стваралаштво младих, Задаци из марљивости (2000) и Дневник 2000 (2001). Учествовала је у приређивању Сабраних песама Душана Вукајловића. Више година је уређивала Зборник поезије и прозе младих са простора бивше Југославије „Рукописи”. Учествовала је у изради три уџбеника за српски језик у издању „Едуке” из Београда. Писала је поговор за зборник Рестарт: панорама нове поезије у Србији. Објављивала је есеје, приказе и критике у књижевним часописима.
Од 2018. године живи у Швајцарској, у близини Цириха, са супругом и троје деце, где предаје матерњи језик и културу деци српског порекла. Добитница је награде „Раде Обреновић” 2022. од Међународног центра књижевности за децу Змајеве дечје игре, награде града Ниша за књижевност за децу и младе „Малени цвет” и награде „Мали принц” 2023. године за књигу „Мика”.

## Српска допунска школа
Ради у Српској допунској школи у кантону Цирих, има осам група са преко 130 ђака. Свакога дана је у другом месту, држи блок часове, тако да свака група има једном недељно наставу. Ученици се упознају са језиком и културом кроз предмет Српски језик и књижевност. У оквиру предмета Моја отаџбина Србија упознају основе појмове природе и друштва у млађим разредима и основе националне историје и географије у старијим. Кроз предмет Основи културе српског народа упознају музику, покрет, визуелну уметност и српску културу. Часове држи и ученицима рођеним у Швајцарској.
У оквиру програма сама креира план, па је за 2019. годину као тему изабрала уметност, где је са ученицима током јесени снимала филмове, током зиме правила луткарско позориште, у рано пролеће се посветила ликовној уметности (вајању фигура на узору из Лепенског Вира, слике Уроша Предића, Саве Шумановића, Надежде Петровић) затим књижевности и на крају школске године музици и прављењу радио драме. Ученици су потпуно самостално снимили укупно деветнаест кратких филмова, играних и анимираних.

## Читам, слушам и разумем
Године 2020. је покренула серијал „Читам, слушам и разумем” који је намењен ученицима Српске допунске школе, али га прате и ученици, наставници и родитељи ученика свих узраста не само у расејању, већ и у Србији. Прве снимљене приче су били текстови Владиславе Војновић и Дејана Алексића. Серијал је посветила ауторима који су у Србији често део школске књижевности коју сматра да би сваки говорник српског језика требало да познаје. Циљ јој је да изабере њихове мање познате текстове, који се често не налазе у читанкама.
Приче су подељене према узрасту, неке су намењене млађем, предшколском узрасту, неке средњем (основна школа), док има неколико прича за младе, старије од дванаест година. Серијалом се укључила у програм Бијенала уметничког дечијег израза 2021. године кроз три емисије у којима је читала текстове италијанских аутора који су преведени на српски језик: Анђеле Нанети „Мој дека је био трешња”, „Телефонске приче” Ђанија Родарија и одломак Силвије Ронкаље „Принцеза Нећу и принц Хоћу”. Први пут је учествовала на фестивалу 2019. године.